# 羽月理惠
羽月理惠（日语：羽月 理恵，8月15日—），日本女性配音員。出身於埼玉縣。身高156cm。A型血。

## 經歷
Pro-Fit聲優養成所畢業。2022年4月1日因Pro-Fit於前一天3月底結束經營，現在是Raccoon Dog所屬。

## 人物
興趣：製作肥皂、蒐集古董和服。特長：細節作業。

## 演出作品
※粗體字表示說明飾演的主要角色。

### 電視動畫
2006年
- 歡迎加入N·H·K！（女孩子）

2008年
- 戀姬†無雙（2008年－2010年，顏良）3系列
- 秀逗魔導士REVOLUTION（少女C）
- 野良耳2（日语：のらみみ）（小代）

2012年
- 夏雪之約（薩尼）
- 李洛克的青春全力忍傳（學生）

2013年
- 斷裁分離的罪惡之剪（高等部女子）

2014年
- 信長協奏曲

2015年
- 聖劍使的禁咒詠唱（母親）

2018年
- 多田君不戀愛（來賓）

### OVA
2009年
- （顏良）

2010年
- 真·戀姬†無雙 （顏良）

2011年
- 真·戀姬†無雙 ～少女大亂～ （顏良）

### 電影動畫
2008年
- 武者Kero 宣佈！戰國群星大戰鬥!!（村莊女孩）

2014年
- 玉子愛情故事（啦啦隊1年級生）

### 遊戲
2006年
- 最終幻想XII

2008年
- 神代學園幻光錄（日语：神代學園幻光録 クル・ヌ・ギ・ア）（誄）
- 戀姬†夢想 ～心動☆全是少女的三國演義～（顔良）
- 萌明星 ～萌東大英文補習班～（日语：もえスタ 〜萌える東大英語塾〜）（梅菲斯特小）

2009年
- 神隱之狼（櫛名田眠的母親）

2010年
- 真·戀姬†夢想 ～少女繚亂☆三國志演義～（顏良）
- （泉）

2011年
- 高校狂師（日语：ガチトラ! 〜暴れん坊教師 in High School〜）（女學生A）
- ToHeart2 迷宮旅人（日语：ToHeart2 ダンジョントラベラーズ）
- 仙境傳說 ～光與闇的公主～（日语：ラグナロク 〜光と闇の皇女〜）（主人翁）

2012年
- 女神異聞錄4 終極深夜鬥技場

2013年
- 騎士之約 ～新約英雄大戰～（漢謨拉比[8]）
- 境界線上的地平線 PORTABLE
- 迷宮旅人2 王立圖書館與魔物封印（日语：ダンジョントラベラーズ2 王立図書館とマモノの封印）
- （甘恩、薩法[9]）

### 廣播劇CD
- 刻印的巫女 有聲廣播劇CD
- （辣妹）
- 篁破幻草子 第2卷 六道之十字路口的鬼泣（小野家的女房）
- （班上同學）
- （女高中生）
- 烈風的騎士姬（女兒）

### 廣播劇
- 悠幻學舍 ～妹妹學園～（日语：悠幻の学び舎Radio いもうと学園!おにいちゃん時間だよっ!）（2008年，學生）

### 其它
- 廣播戀姬†無雙DVD出張版（第6卷嘉賓）

## 外部連結
- Raccoon Dog公式官網的聲優簡介 （页面存档备份，存于） （日語）
- 羽月理惠 （页面存档备份，存于） （日語）－Talent Date Bank
- 羽月理惠 （页面存档备份，存于） （日語）－日本藝人名鑑（日语：日本タレント名鑑）